# Cmentarz wojenny w Wierzchowiskach
Cmentarz wojenny w Wierzchowiskach – cmentarz z okresu I wojny światowej znajdujący się w powiecie lubelskim, w gminie Bełżyce. Cmentarz usytuowany jest około pół kilometra na północny wschód od wsi na brzegu lasu. Ma kształt prostokąta o powierzchni około 2900 m² o wymiarach około 63 na 45 m. Teren cmentarza otoczony jest obecnie rowem i półmetrowym wałem ziemnym, na którym znajduje się ogrodzenie metalowo-drewniane. 
Na cmentarzu znajdują się 39 mogił zbiorowych. 30 w formie kopców o wysokości około 1 metra, długości 7 metrów i szerokości około 2,5 metra oraz 9 płaskich o wymiarach około 8 x 2 metra. Cmentarz porośnięty jest rzadkim kilkudziesięcioletnim lasem. Od strony północnej stoją dwa wysokie na 5 metrów drewniane krzyże jedne oryginalny z 1930 roku. 
Na cmentarzu pochowano pierwotnie:
- około 500 żołnierzy austro-węgierskich, poległych w okresie lipca i sierpnia 1914 oraz pomiędzy 22 i 24 lipca 1915 roku z następujących jednostek: 40 Pułk Piechoty, 45 Pułk Piechoty[a], 100 Pułk Piechoty[b], 32 Pułku Piechoty k.u. Landwehry[c]
- około 200 żołnierzy rosyjskich.

## Galeria

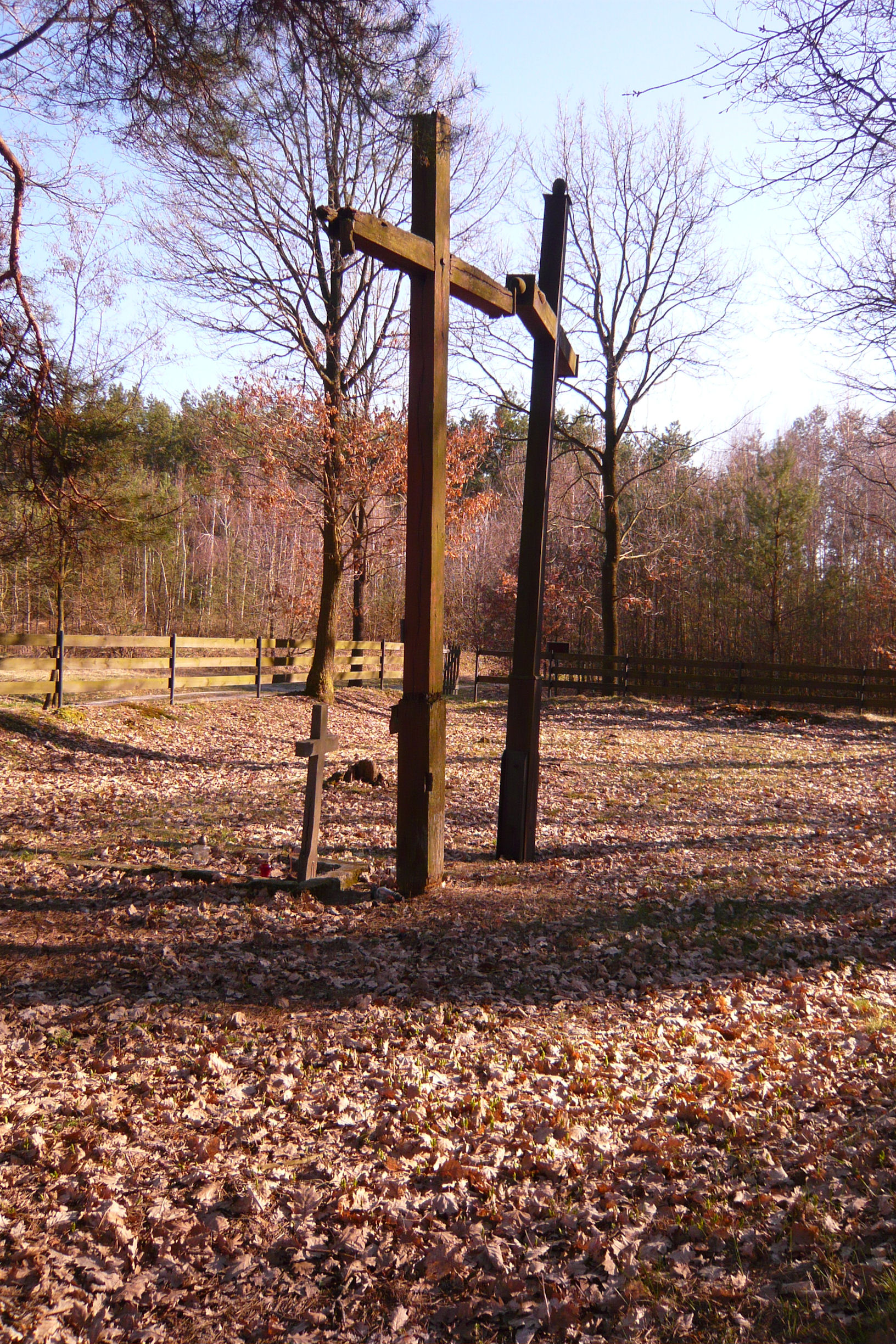
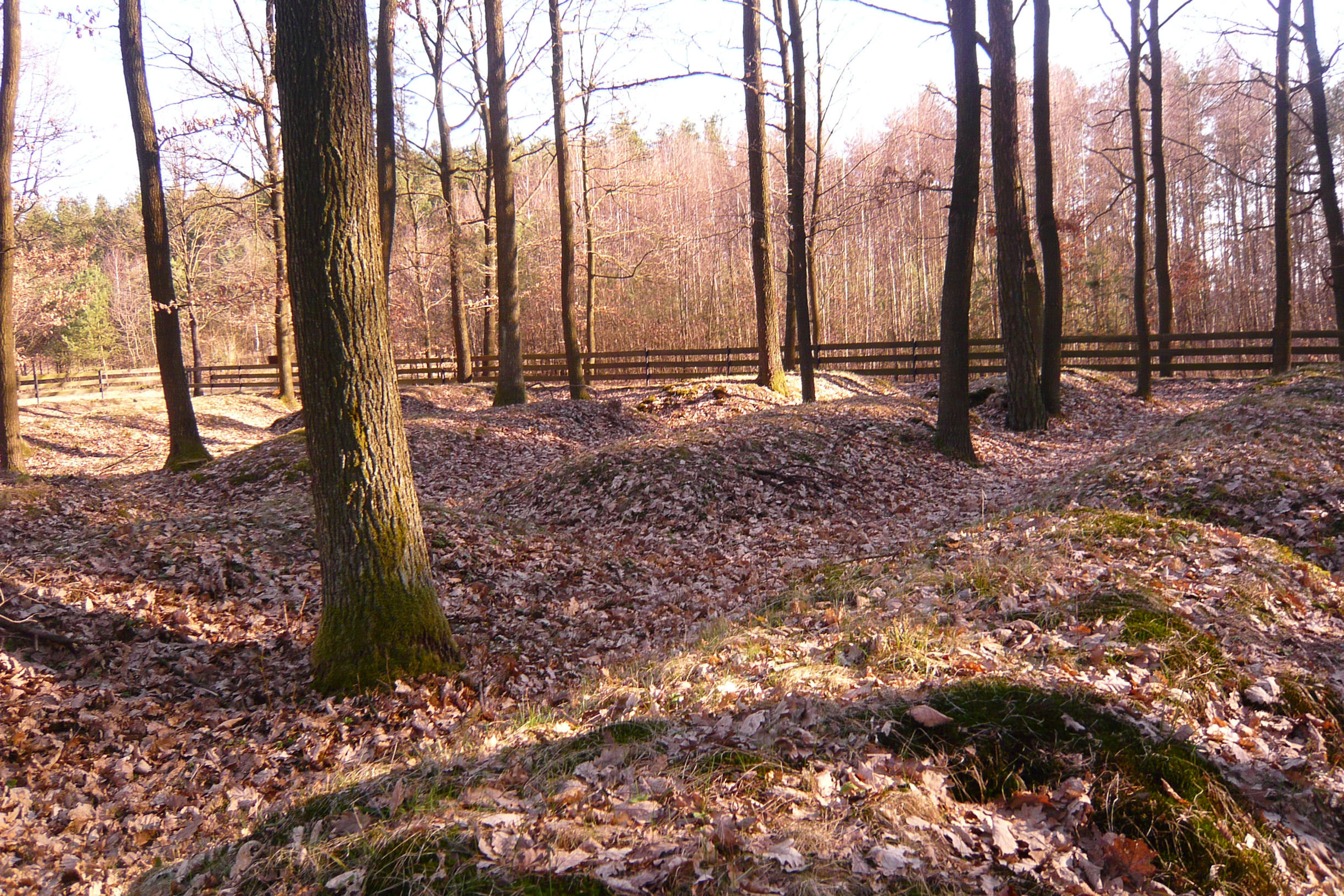
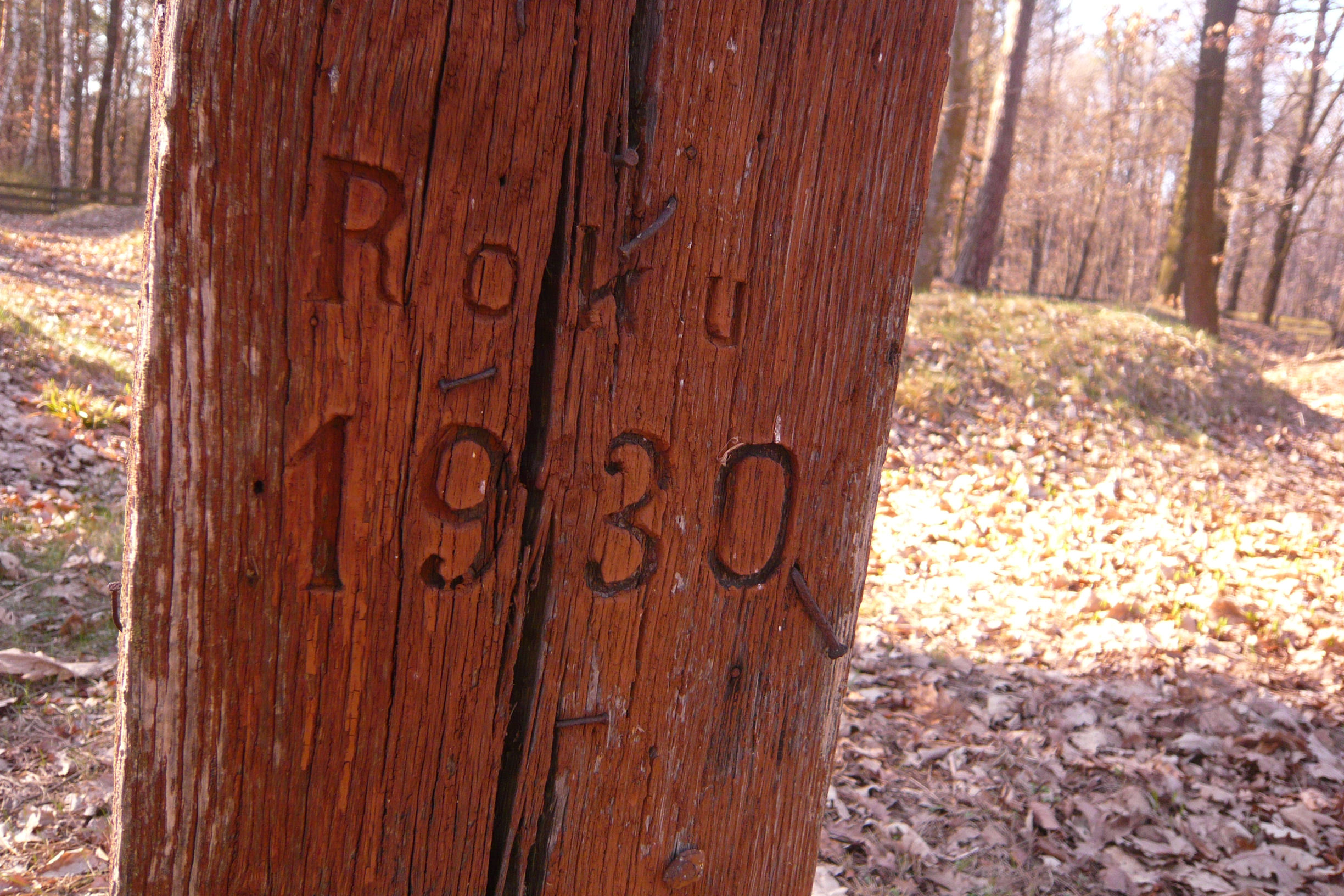
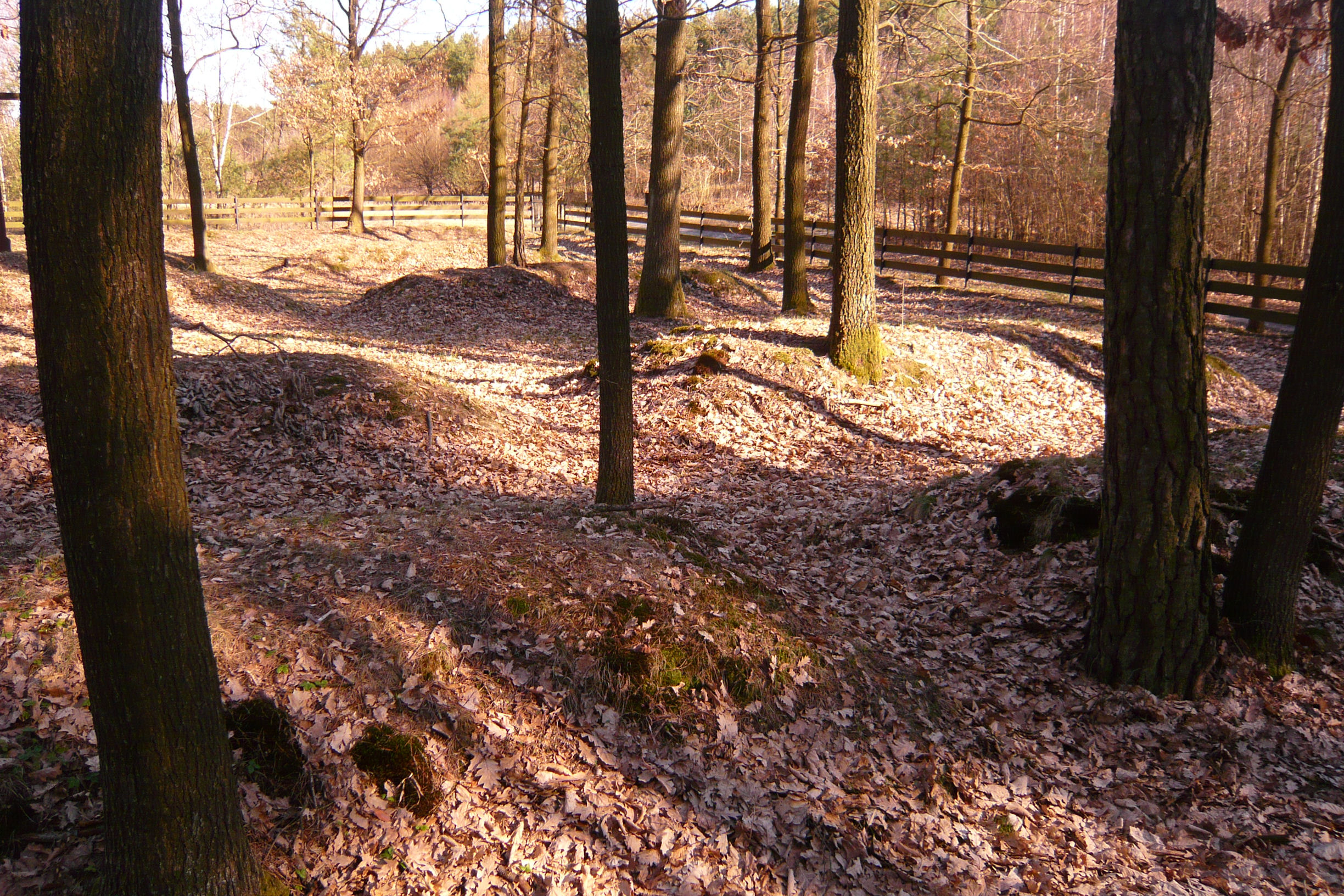
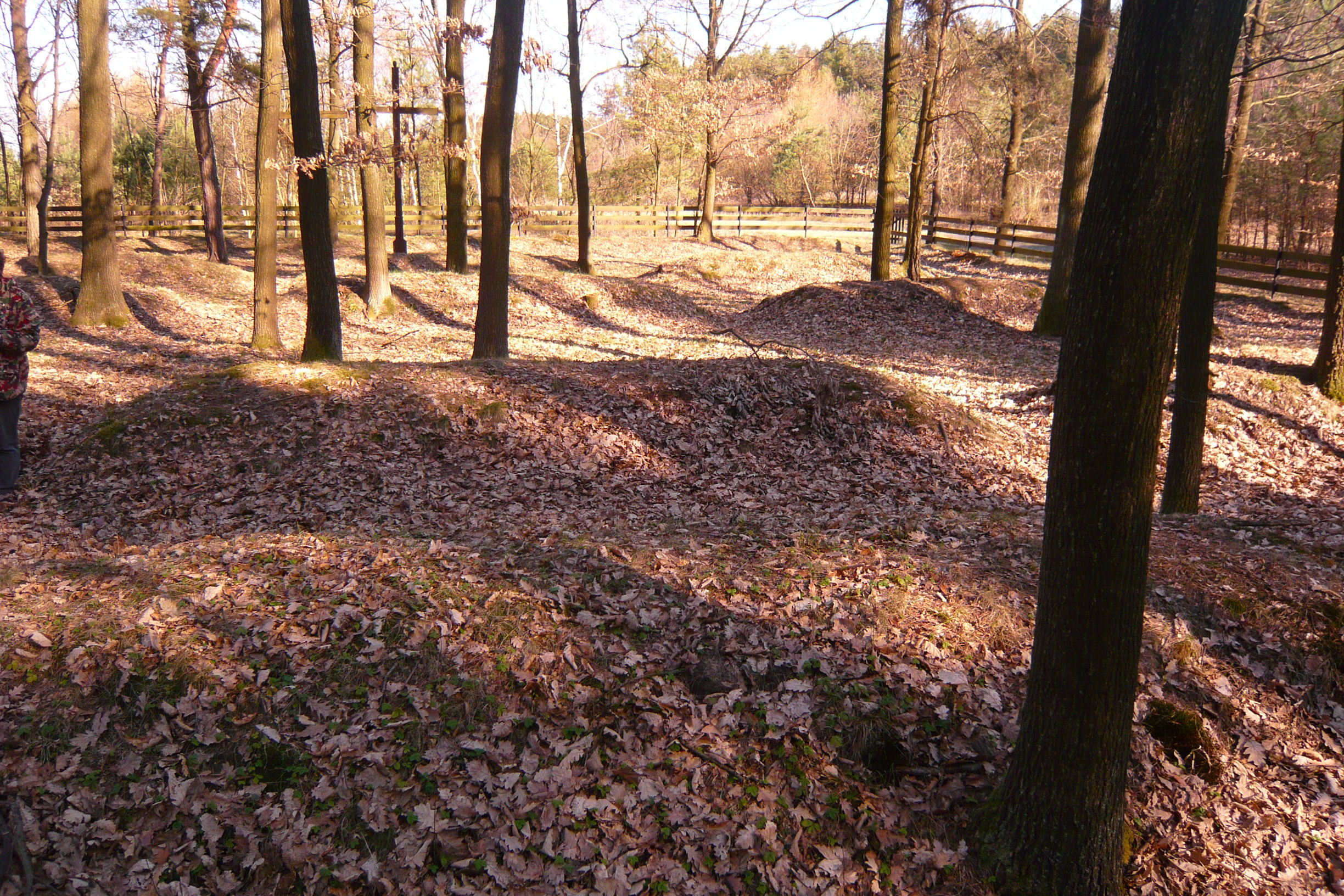
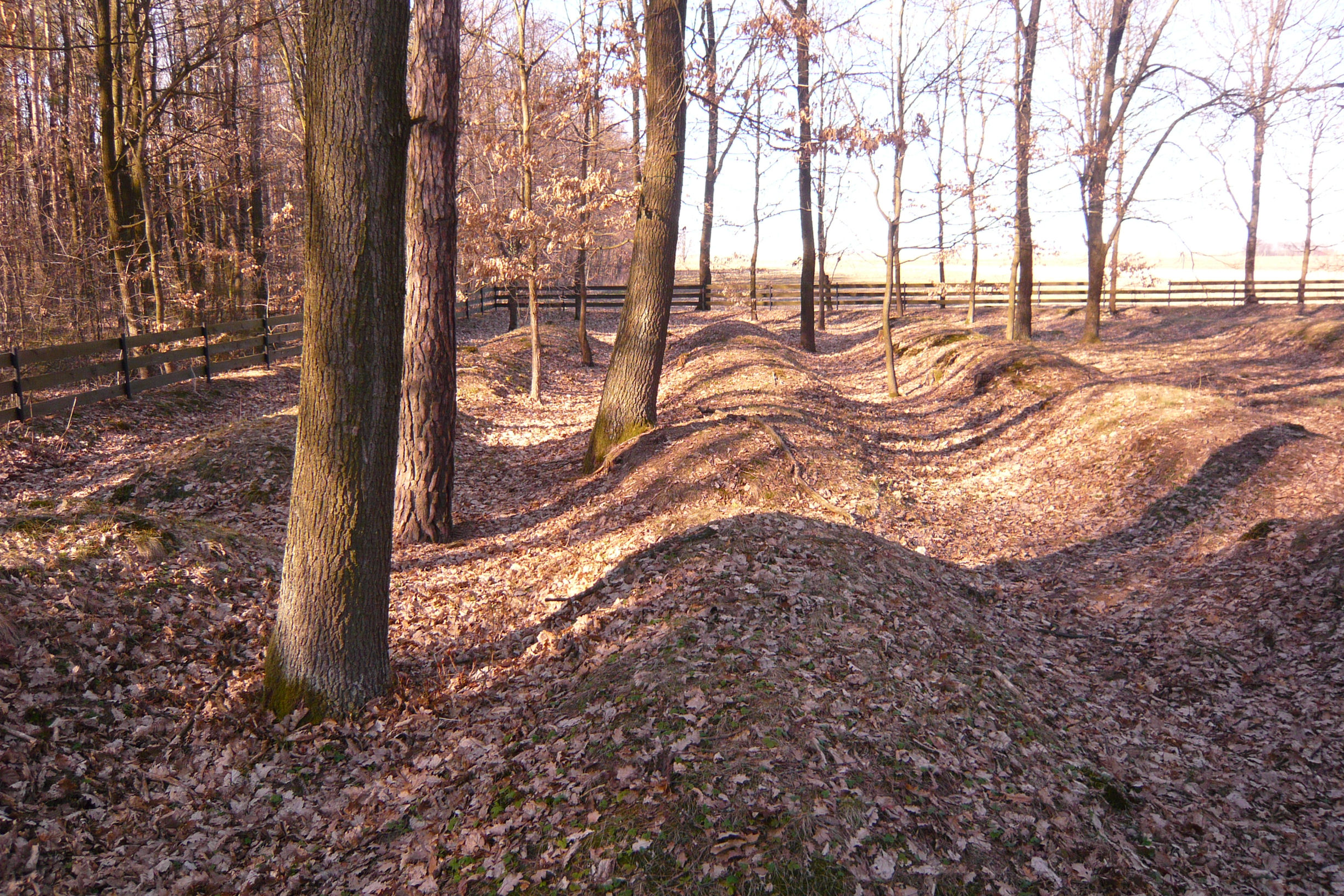
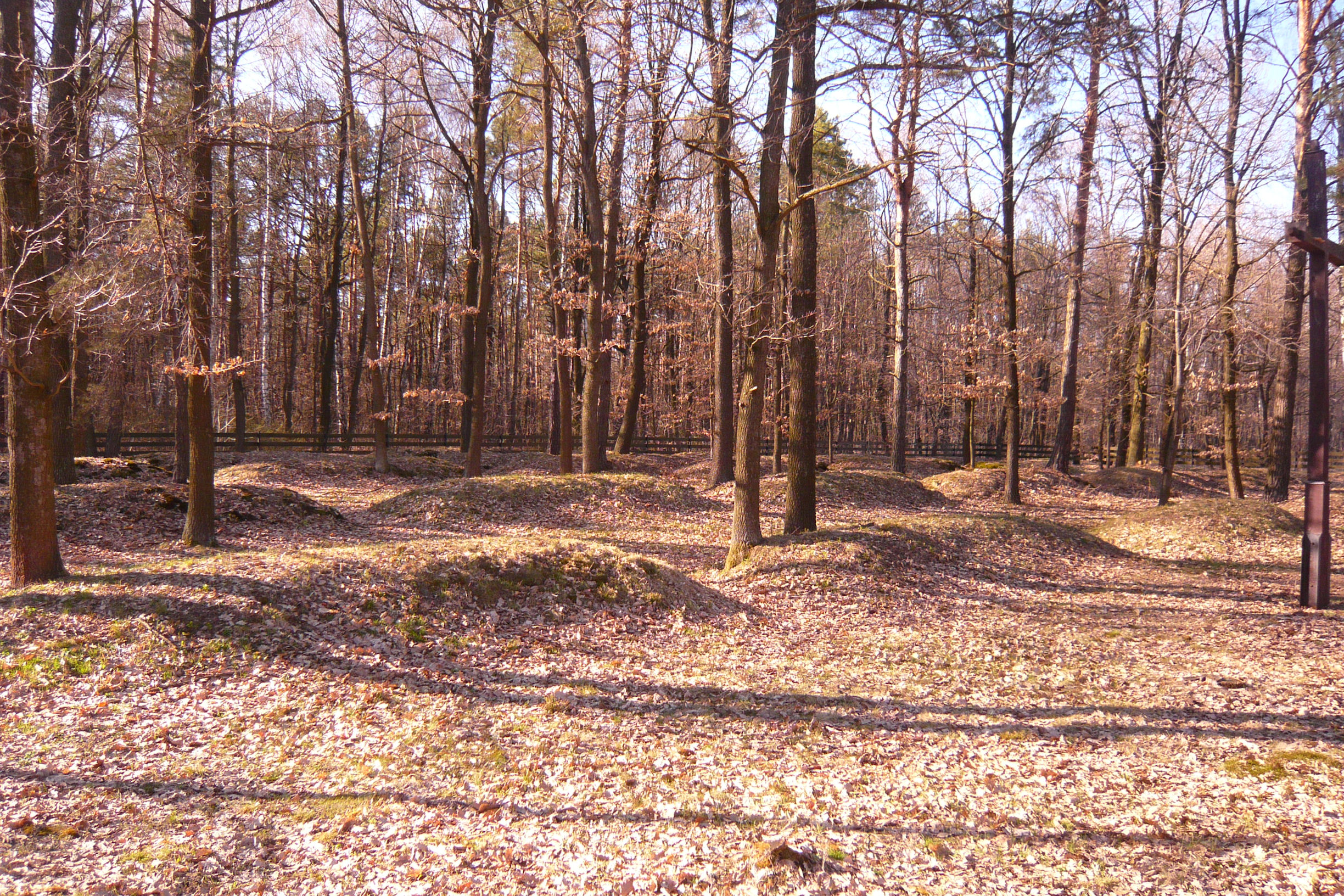
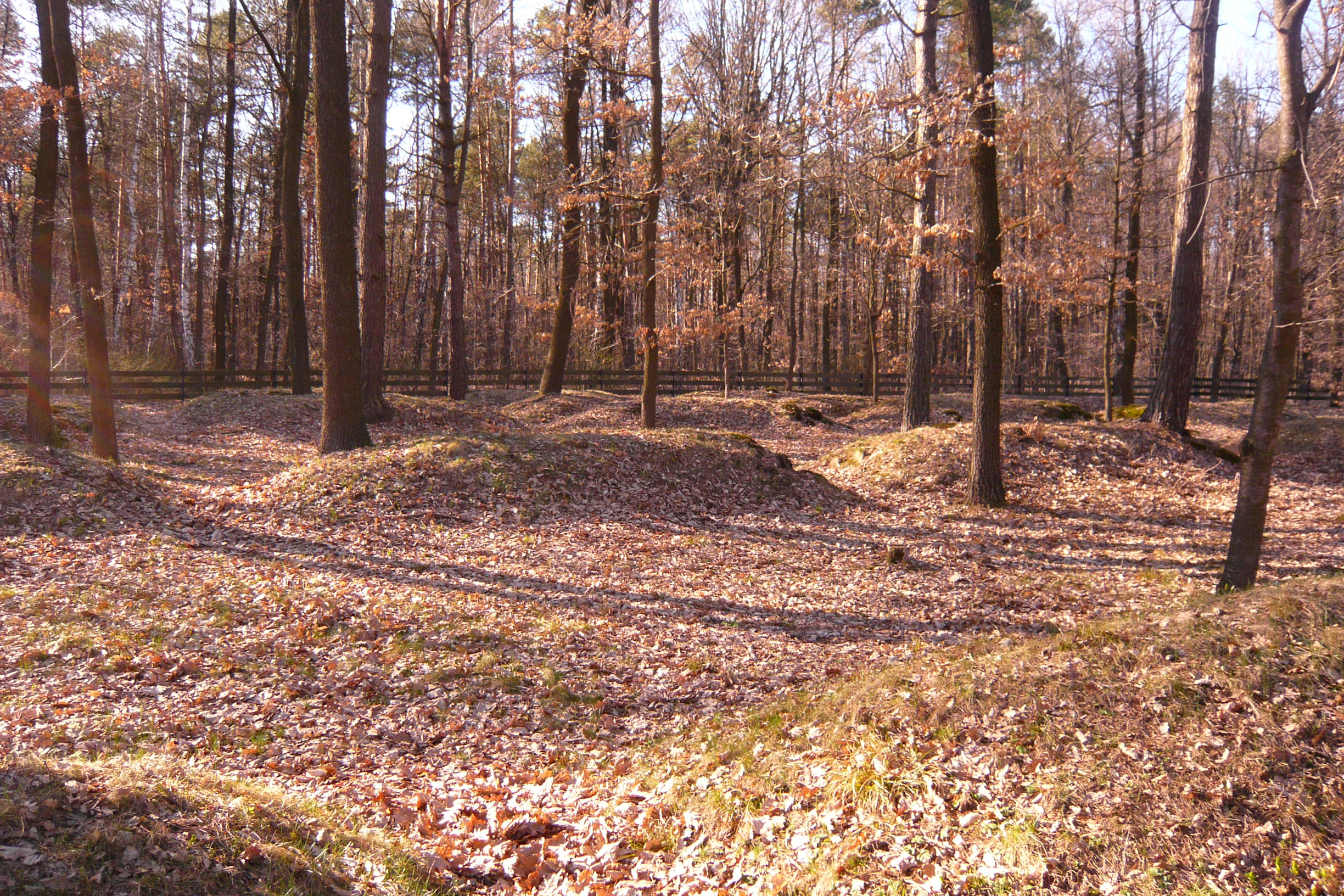
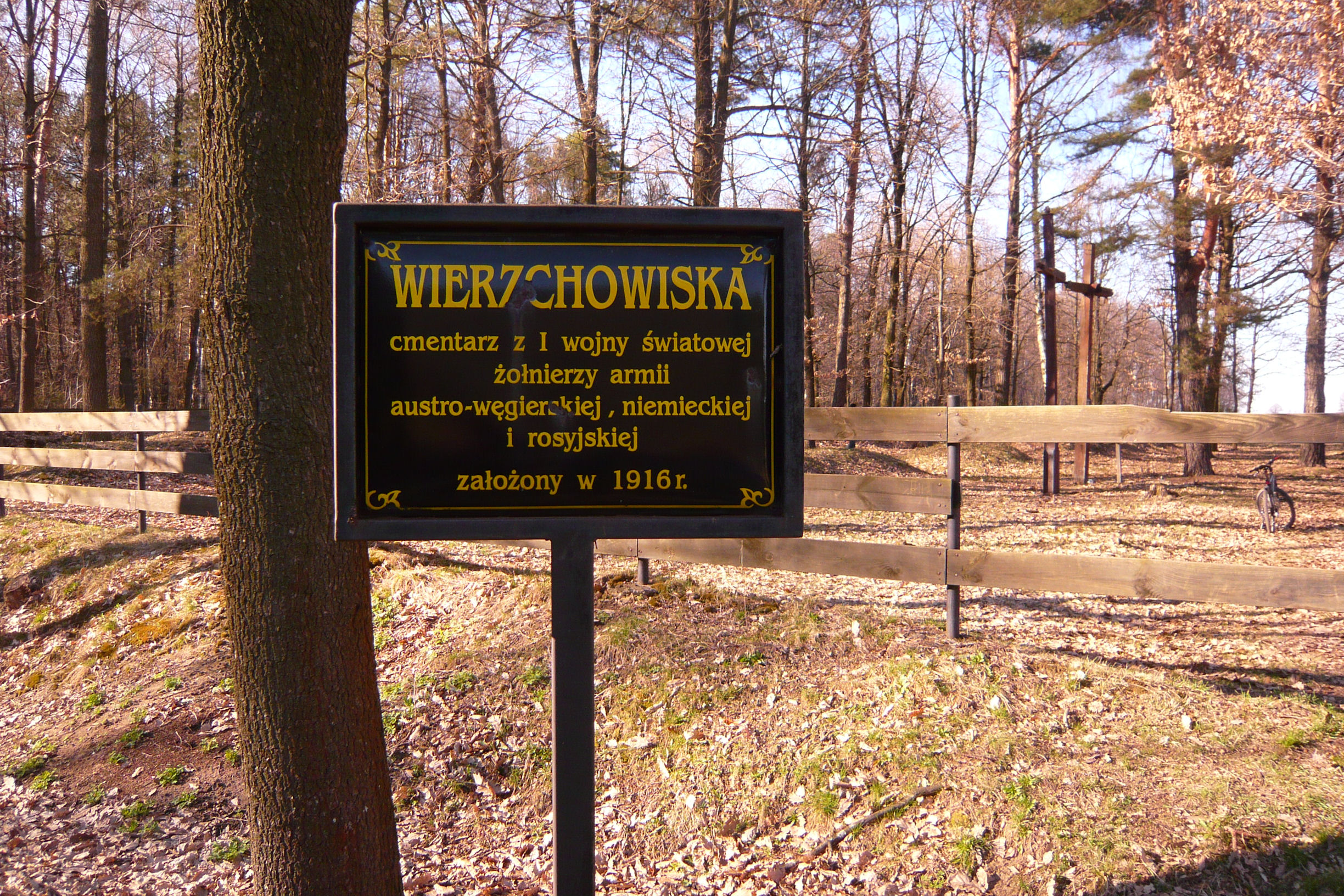